# 海因里希亲王饭店
36°03′43.7″N 120°19′05″E / 36.062139°N 120.31806°E
海因里希亲王饭店（德語：Hotel Prinz Heinrich），又译亨利亲王饭店、亨利王子饭店，为青岛德占时期的饭店，位于今中国山东省青岛市市南区太平路，始建于1899年，以时任德国海军东亚分舰队司令普鲁士亲王海因里希命名，先后建有饭店、音乐厅、旅馆部三座建筑，为青岛第一座大型饭店。日本占领青岛后改为日资青岛大饭店的一部分，抗战以后各建筑逐渐改为政军机关办公楼，改革开放后旅馆部旧址恢复饭店用途并保存至今，而饭店与音乐厅旧址于1998年拆除。

## 历史

### 建成之初

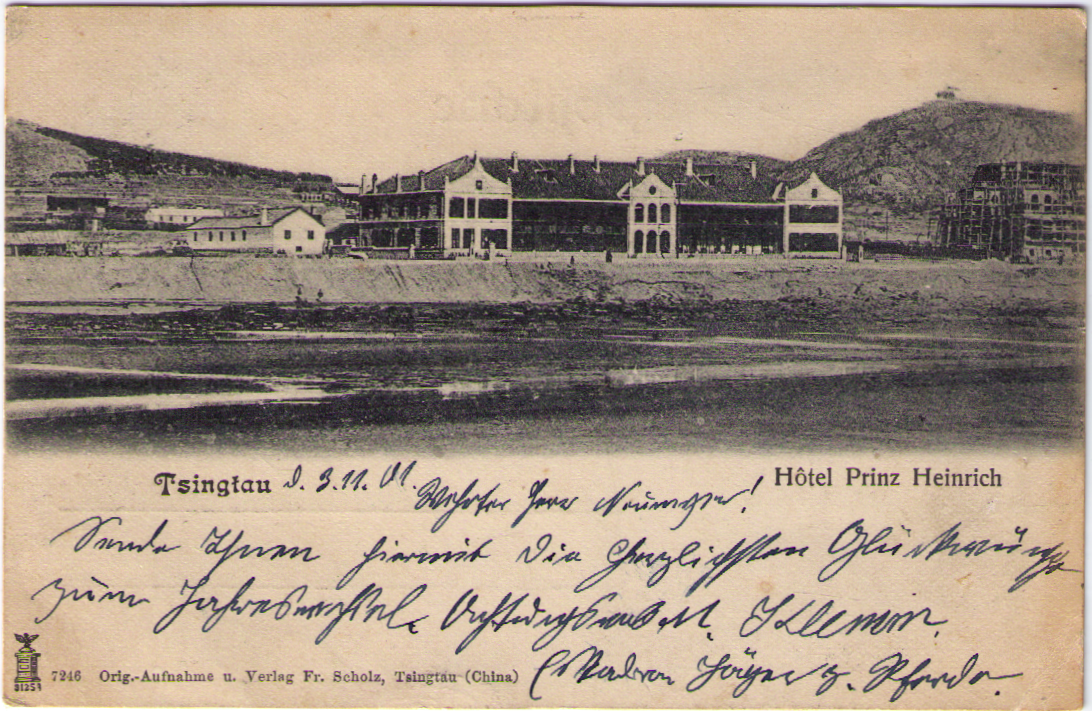
海因里希亲王饭店远景，右侧为正在建造的德华银行青岛分行

1898年3月6日清政府与德国政府签订《胶澳租借条约》后，胶澳总督府于9月2日公布青岛第一份城市规划，10月开始土地售卖。城市建设之初的青岛住房极为匮乏，仅有个别高级官员与军官住在新建的别墅中，大部分欧洲侨民仍住在中式草房里。在此种情况下，上海德国商人菲利普·利德尔（Philipp Lieder）买下了威廉皇帝海岸（Kaiser-Wilhelm-Ufer，今太平路）一片临海的地块，并于1899年1月开始在此建设一座高档酒店，同年9月竣工，以德皇威廉二世的弟弟、时任德国海军东亚分舰队司令海因里希亲王之名，命名为海因里希亲王饭店。该饭店的设计师不详，承建公司为上海信义洋行（H. Mandl & Co.，利德尔为该公司所有者之一），利德尔的雇员威廉·布申多夫（Wilhelm Buschendorff）负责监督施工及内部装修，并在饭店竣工后任经理。
可能由于青岛当地的德商巨头对利德尔的饭店管理能力不甚满意，1900年7月3日，德华银行青岛分行、礼和洋行青岛分行、上海信义洋行等公司集资250000墨西哥银圆成立青岛旅店业股份公司（Tsingtau Hotel Actien-Gesellschaft），并于三天后的7月6日以195000元的房产费用和30000元的地产费用从利德尔手中买下了海因里希亲王饭店。饭店的经理人选曾多次变更，威廉·布申多夫于1901年3月离开青岛，由克里泽（A. Kriese）接任，同年赫尔曼·安德森（Hermann Andersen）接任。1903年6月3日，布申多夫再次任经理，直至1904年12月21日。洛伦茨·施道姆（Lorenz Storm）1904年12月21日至1909年任经理，之后为卡尔·亨德特马克（Carl Hundertmark），直至1914年8月青岛战役爆发。

### 扩建

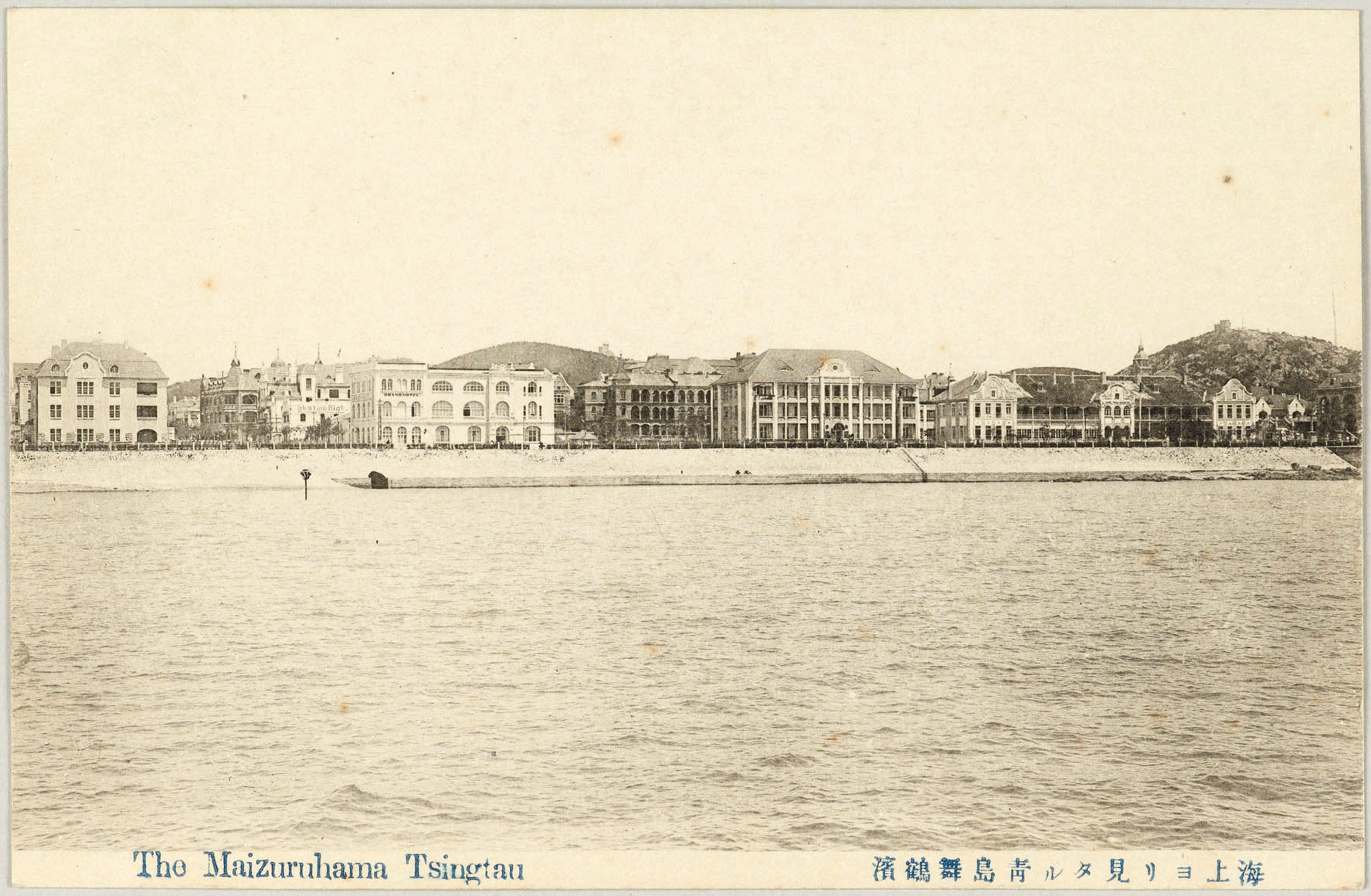
约1914年的青岛前海沿，右侧为海因里希亲王饭店与旅馆部，左侧三层平顶建筑为中和饭店

1903年，青岛旅店业股份公司决定在奥古斯特-维多利亚湾（Auguste-Viktoria-Bucht，今汇泉湾）建设另一座酒店，命名为海滨旅馆，1904年开业。此外，该公司还决定在海因里希亲王饭店北侧的空地上建设一座音乐厅，并举行设计竞赛。1904年，建筑师罗克格（Curt Rothkegel）赢得一等奖，音乐厅遂按照罗克格方案于1905年建设，由广包公司（F. H. Schmidt）承建。海因里希亲王饭店音乐厅是罗克格在中国的第一个设计作品，同时可能是罗克格作为独立建筑师的第一个作品。
1911年，青岛旅店业股份公司因内部分歧，及两位董事会重要成员相继离青回国而宣告解散。同年7月，哈利洋行收购了海因里希亲王饭店。当时的青岛已成为远东著名旅游度假城市，每年夏天各大饭店的房间床位都会非常紧张，哈利洋行因此在买下饭店后不久便决定在海因里希亲王饭店西侧、与中和饭店之间的空地建设旅馆部（Logierhaus）。旅馆部由李希德（Paul Friedrich Richter）设计并承建，1912年6月竣工开业。此次扩建后，海因里希亲王饭店共有附设浴室和卫生间的房间170个，另有女宾室、阅览室、吸烟室、俱乐部、会议室、台球室，音乐厅亦曾用于放映电影，住宿费每月100元至150元。1913年，饭店曾经历改建。1914年春，哈利洋行又收购了旅馆部西侧的中和饭店，由此近乎垄断青岛旅店业。

### 1914年后

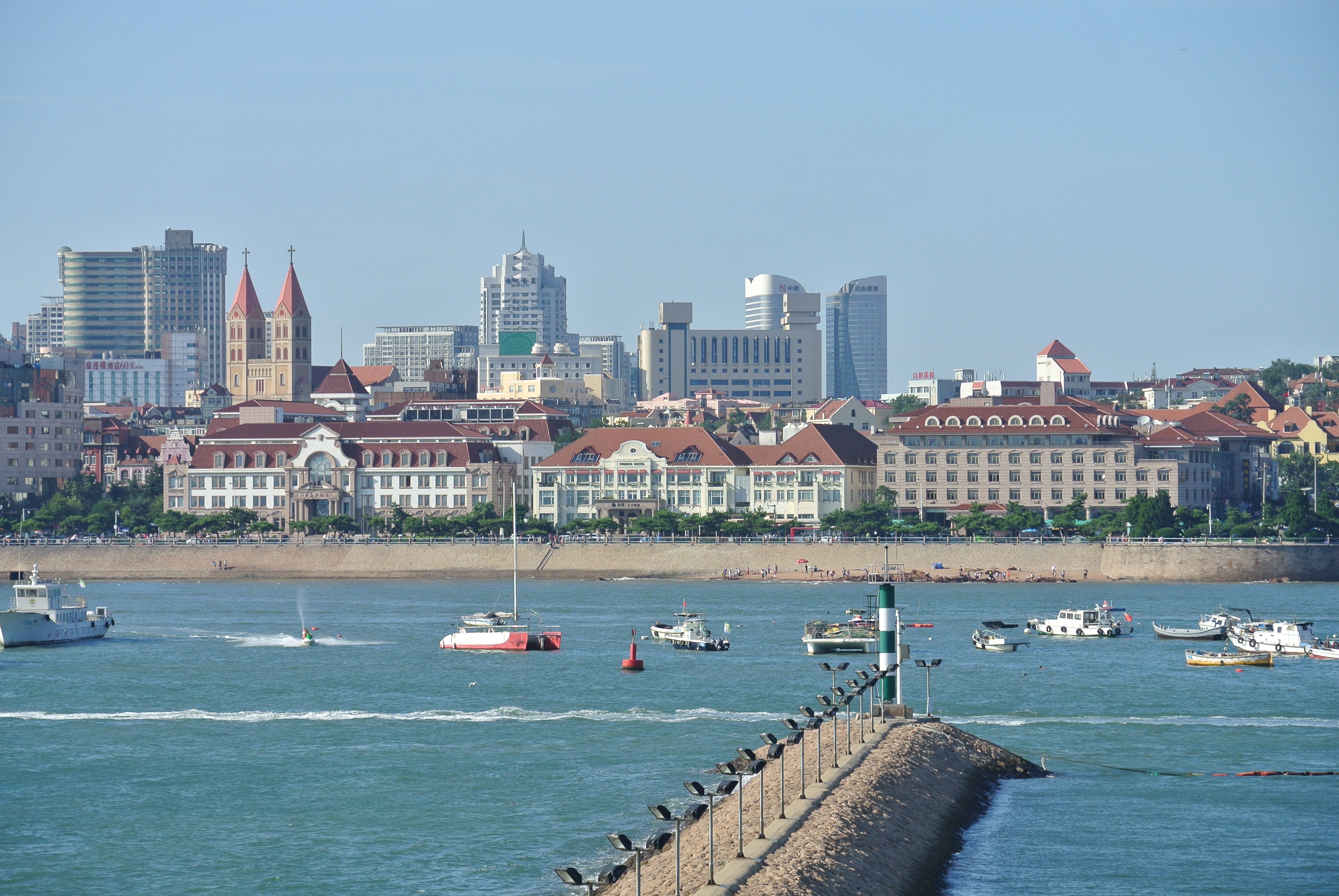
海因里希亲王饭店旅馆部旧址一带远眺，2017年8月

1914年8月青岛战役爆发后，饭店被临时征用为野战医院，用以收治德军伤兵。同年11月日军占领青岛后，德国人财产被全部没收，海因里希亲王饭店曾为日本陆军俱乐部“偕行社”所使用。1915年，日本商人尼野源二郎等人成立青岛大饭店株式会社，将原海因里希亲王饭店与中和饭店一并改为青岛大饭店。1928年日本入侵山东时，日军第3师团司令部曾设于海因里希亲王饭店旧址。1938年日军再次占领青岛后，海因里希亲王饭店旧址改为日军独立混成第5旅团（“桐部队”）司令部，旅馆部旧址仍为青岛大饭店。
1945年日本投降后，海因里希亲王饭店旧址改为青岛市参议会办公楼，音乐厅旧址为青岛市参议会礼堂，时而作为剧场使用。旅馆部旧址则改为驻青美军宪兵司令部。1949年6月解放军接管青岛后，海因里希亲王饭店旧址改为青岛市政协办公楼，音乐厅旧址改为政协礼堂，旅馆部旧址改为青岛市妇联办公楼。改革开放后，旅馆部旧址改为栈桥宾馆（现名“栈桥王子饭店”），恢复旅馆用途。1992年9月3日，因青岛市人民政府东迁，青岛市政协迁出海因里希亲王饭店旧址。1998年，海因里希亲王饭店及音乐厅旧址被拆除，原址现为泛海名人酒店。2000年，海因里希亲王饭店旅馆部旧址以“亨利王子饭店旧址”之名列入第一批青岛市历史优秀建筑名单。

## 建筑特色

### 饭店
海因里希亲王饭店位于威廉皇帝海岸（今太平路）与威廉街（Wilhelmstraße，今青岛路）路口西北角，建筑面积3611平方米，平面为矩形，建筑为砖石木结构，地上2层，层高约4米。正立面采用欧洲旅馆常用的三段式划分、中轴对称布局，中段和两端略微向前凸出，顶部起曲线山墙。正门位于中段，处理为三座并排的拱券式门洞，以多级台阶与地面相连，除中段与两端以外部分则为双层木构外廊。墙基以花岗岩砌筑，外墙以中式灰砖砌成，坡屋顶覆以中式灰瓦，屋顶开尖顶老虎窗。1913年改建后改为黄色外墙与红瓦坡屋顶。
建成之初的饭店，正门内为高大开阔的门厅，摆设着绿色皮质沙发，门厅后方为楼梯间，两侧则通往宽大的外廊。正门左侧依次为餐馆、台球室、阅览室和一间可容纳80个客席的大宴会厅，正门右侧为活动室和几间客房，其他客房位于二层，40间客房均配有独立浴室，中段面海处设有一间女士专用沙龙。自南侧的外廊上可眺望海岸街景与青岛湾风光。1899年9月30日的上海《德文新报》曾有文章描述道：“当人们从海岸驶近青岛城时，这座恢弘而舒阔、在夜间配有炫目的照明灯的欧式建筑群呈现出一幅十分壮丽的景象。”
饭店整体具有殖民地式建筑的特点，同时大量使用中式建筑材料，带有明显的应急色彩。外立面装饰亦带有中式建筑元素，如东侧外墙的“寿”字符号、中段山墙上的铜钱装饰，以及模仿中国传统客栈廊柱结构的外廊。此种在欧式建筑中采用中式元素的现象，多出现于世纪之交时建造的德占时期早期建筑，如德国海军第三营营长官邸、山东铁路公司等，在此后的建筑中则很少出现。青岛学者袁宾久认为，此种现象可能是由于青岛城市建设之初缺乏德国本土专业建筑师与建筑材料，因而德国业主出于应急需要就地取材，并部分采用中国工匠的设计。生于青岛的德国学者马维立则认为，许多德国人到中国后便对中国传统艺术产生了兴趣，使得在建筑中运用中式元素的做法成为时尚，体现了德国业主对此种“异国风格”的欣赏。
- 建成之初的海因里希亲王饭店，东侧墙面的“寿”字符清晰可见
- 海因里希亲王饭店北立面，1901年
- 海因里希亲王饭店旧址，约1914年，可见1913年改建后的外立面状态
- 约1930年代末的青岛大饭店，海因里希亲王饭店旧址（中央偏右）的外廊已封堵为窗户

### 音乐厅
海因里希亲王饭店音乐厅位于海因里希亲王街（Prinz-Heinrich-Straße，今广西路）与威廉街（今青岛路）路口西南角、饭店中轴线的正后方，与饭店相连，高度也与饭店保持一致。建筑为砖木钢混合结构，地上1层，地下1层。该建筑外立面以具有拜占庭风格的连续拱券檐口为特色，墙面仅有石砌勒脚等少量装饰，屋顶为瓦楞铁皮铺成的蒙莎屋顶，屋顶上设有造型独特的通风孔，除南侧与饭店连通外东侧亦设有出口，建筑整体具有德国青年派风格。音乐厅内部仅以东面的五扇大窗采光，舞台位于北侧，厅内可容纳400至500人，比水师饭店的礼堂大出一倍。音乐厅东侧与街道保持一段距离，并建有花园（花园原址1990年代时已用于造房），如此可避免户外声音传入音乐厅内，同时行人可以有充分的空间欣赏音乐厅的东立面。
该建筑为建筑师罗克格的早期作品，尽管接建在饭店后方，受到位置、采光等方面的限制，但罗克格以娴熟的建筑语汇将其一一弥补。整座建筑彰显出年轻建筑师的活跃思维与创作激情。罗克格以此为起点，在青岛、天津、北京等地留下了多处优秀作品。
美国前外交官江似虹（Tess Johnston）曾如此描述音乐厅：“这幢可爱的新派艺术建筑……不仅接待城市音乐会和文化活动，而且还是会议以及其他小型团体的活动会场。尽管外部没有什么变化，但内部却在过去的90年中经历了大量的改造。幸而那高高的拱形大窗依然可以让大厅浸满阳光，新派艺术风格还被较好的保留。显然，大厅还可以使用并一直被使用……”
- 建成之初的音乐厅
- 音乐厅内部
- 1914年11月日军入城时的音乐厅，其屋顶可见涂有红十字标志
- 音乐厅旧址内部，1956年

### 旅馆部
海因里希亲王饭店旅馆部位于饭店西侧并与之相连，占地面积2570.12平方米，建筑面积2989.42平方米，钢筋混凝土结构，地上3层，地下1层。临街的南立面为石基粉墙外廊式，中轴对称布局，中轴临街处开大门，顶部起曲线山墙，山墙上雕刻花草纹饰。墙基以花岗岩粗面石砌成，并开有拱形半地下室窗，地上楼层各窗多为长方形，窗台以花岗岩条石砌筑。正面东西两端各设一凸出的阳台。屋顶为红瓦坡屋顶。建筑师李希德严格按照德国青年派风格设计了该建筑，整个外立面鲜有繁琐的装饰，给人简洁明快的感觉。
- 刚刚建成的旅馆部，右侧的饭店建筑尚未改建
- 日资青岛大饭店时期的旅馆部旧址
- 旅馆部旧址现貌，2019年12月
- 山墙细节，2016年8月

### 注脚
1. 1 2 3 4  Matzat（2013年），第46页
2. 1 2 3 4 5 6  王栋（2017年），第75页
3. ↑  袁宾久（2009年），第212页
4. ↑  青岛市文物局 & 青岛市史志办公室（2004年），第91页
5. 1 2 3 4 5 6 7  青岛市史志办公室（1999年）
6. 1 2 3 4 5  李明（2010年），第208页
7. 1 2 3 4 5  宋连威（2005年），第125页
8. ↑  鲁海（2016年），第210页
9. 1 2 3 4 5  鲁海（2016年），第211页
10. 1 2 3 4 5 6 7 8 9 10 11 12 13  Matzat（2015年）
11. ↑  Matzat（2013年），第46-47页
12. 1 2 3 4  王栋（2017年），第77页
13. 1 2 3 4 5 6 7 8  Matzat（2013年），第47页
14. ↑  谢萌萌 & 张文艳（2014年）
15. 1 2 3 4  王栋（2011年），第40-41页
16. 1 2  王栋（2019年）
17. 1 2 3 4 5 6  王栋（2017年），第79页
18. 1 2  徐飞鹏等（1992年），第39页
19. ↑  李明（2010年），第208-210页
20. ↑  神野良隆（1928年）
21. ↑  青岛市史志办公室（1995年）
22. ↑  青岛市史志办公室（2002年）
23. ↑  鲁海（2015年），第7页
24. 1 2  青岛市史志办公室 & 青岛市建设委员会（2006年），第231页
25. ↑  鲁海（2016年），第211-212页
26. 1 2  鲁海（2016年），第212页
27. ↑  青岛年鉴编辑部（1994年）
28. ↑  青岛市规划局 & 青岛市文化局（2006年）
29. 1 2  Warner（1994年），第269页
30. 1 2  袁宾久（2019年），第321页
31. ↑  Lind（2011年），第117-118页
32. ↑  贺中 & 王栋（2018年）
33. 1 2  Warner（1994年），第271页
34. 1 2  袁宾久（2009年），第384页
35. ↑  李明（2010年），第214页
36. ↑  宋连威（2005年），第125-126页
37. ↑  王栋（2017年），第77-78页
38. ↑  袁宾久（2009年），第213页
39. ↑  王栋（2017年），第78页
40. ↑  Warner（1994年），第273页
41. ↑  徐飞鹏（2006年），第137页
42. ↑  李明（2010年），第212页
43. ↑  宋连威（2005年），第127页
44. ↑  青岛市史志办公室 & 青岛市建设委员会（2006年），第230页

### 文献
- 马维立, , 市南人文历史研究 (第9期), 由王栋翻译 (青岛市市南区政协人文历史研究会), 2013-10-15, (第9期)
- Wilhelm Matzat. . 2015-12-16  [2020-05-11]. （原始内容存档于2017-05-17）.
- 王栋, , 市南人文历史研究 (第1期) (青岛市市南区政协人文历史研究会), 2011-01-08, (第1期)
- 王栋. . 青岛: 中国海洋大学出版社. 2017. ISBN 978-7-5670-1113-7.
- 袁宾久. . 青岛: 中国建筑工业出版社. 2009. ISBN 978-7-112-10905-0.
- 徐飞鹏; 张复合; 村松伸; 堀内正昭. . 北京: 中国建筑工业出版社. 1992. ISBN 7-112-01483-2.
- 托尔斯滕·华纳. . 柏林: Ernst & Sohn. 1994. ISBN 3433024294.
- 徐飞鹏. . 青岛: 青岛出版社. 2006. ISBN 7-5436-3519-4.
- 窦世强 绘; 李明 著. . 青岛: 青岛出版社. 2010. ISBN 978-7-5436-3134-2.
- 宋连威. . 青岛: 青岛出版社. 2005. ISBN 7-5436-3265-9.
- 鲁海. . 青岛: 青岛出版社. 2016. ISBN 978-7-5552-1806-7.
- 鲁海. . 青岛: 青岛出版社. 2015. ISBN 978-7-5552-1805-0.
- 青岛市史志办公室 (编). . . 北京: 新华出版社. 1999  [2023-07-24]. ISBN 7-5011-4645-4. （原始内容存档于2022-10-14）.
- 青岛市文物局; 青岛市史志办公室 (编). . 北京: 中国出版社. 2004. ISBN 988-97146-6-1.
- 青岛市史志办公室; 青岛市建设委员会 (编). . 青岛: 青岛出版社. 2006. ISBN 9787543625044.
- 青岛市史志办公室 (编). . . 北京: 新华出版社. 1995. ISBN 7-5011-2822-7.[]
- 青岛市史志办公室 (编). . . 北京: 五洲传播出版社. 2002. ISBN 7-5085-0023-7.
- 王青, , 青岛年鉴编辑部  (编), , 北京: 中国友谊出版公司, 1994, ISBN 7-5057-0782-5[]
- 袁宾久. . 青岛: 中国海洋大学出版社. 2019. ISBN 978-7-5670-2126-6.
- 克里斯托夫·林德. . 汉斯-马丁·辛茨; 克里斯托夫·林德  (编). . 由亨克尔; 景岱灵翻译. 青岛: 青岛出版社. 2011. ISBN 978-7-5436-7267-3.
- 贺中; 王栋, , 青岛画报 (2018年第11期) (青岛日报报业集团), 2018, (2018年第11期), ISSN 1004-7611
- 谢萌萌; 张文艳. . 半岛都市报. 2014-07-01  [2020-05-16]. （原始内容存档于2020-07-21）.
- 王栋. . 青岛早报. 2019-04-15  [2020-05-16]. （原始内容存档于2020-07-21）.
- 神野良隆. . 青岛新报株式会社. 1928  [2020-05-16]. （原始内容存档于2020-07-21）.
- 青岛市规划局 青岛市文化局. . 青岛政务网. 2006-05-20  [2024-02-22]. （原始内容存档于2023-12-26）.